# Taunton
Pour les articles homonymes, voir Taunton (homonymie).
 (mars 2021).
Si vous disposez d'ouvrages ou d'articles de référence ou si vous connaissez des sites web de qualité traitant du thème abordé ici, merci de compléter l'article en donnant les références utiles à sa vérifiabilité et en les liant à la section « Notes et références ».
 (mars 2021).
Le contenu est difficilement compréhensible vu les erreurs de traduction, qui sont peut-être dues à l'utilisation d'un logiciel de traduction automatique.
Taunton est une ville du comté de Somerset, en Angleterre. Le nom vient de « Ville sur la rivière Tone », ou « Tone Town » en anglais. Il y a un marché hebdomadaire. La ville est située à mi-chemin entre Bristol et Torquay, au pied des Blackdowns Hills qui culminent à 315 mètres. Elle est arrosée par la Tone, affluent de la Parrett qui se jette dans le canal de Bristol. Elle est en quelque sorte une porte vers la péninsule formée par le Devon et les Cornouailles à l'ouest.
Elle est la ville principale de la circonscription de Taunton Deane élisant un député à la Chambre des communes.

## Histoire
Cambria Farm (aujourd'hui emplacement d'un parc relais), située près de la sortie 25 de l'autoroute M5, était le site d'un campement de l'âge du bronze et de l'âge du fer et d'une ferme romano-britannique. Il y avait un village romano-britannique près du quartier actuel de Holway, et Taunton était un site d'une importance considérable à l'époque anglo-saxonne. Le roi Ine de Wessex lança la construction d'un château en terre vers 700, mais il fut détruit en 722 par Æthelburg de Wessex, épouse d'Ine, pour empêcher sa prise par des rebelles.
Un monastère fut fondé avant 904. L’évêque de Winchester y possédait un manoir, et il obtint, en 904, une première charte du roi Édouard Le Vieux pour les « Hommes de Taunton », les libérant ainsi de tout impôt dû au roi et au comte. Peu de temps avant le Domesday Survey, Taunton était devenu un bourg aux privilèges très importants, avec une population d'environ 1 500 habitants et de 64 bourgeois. Somerton prit la relève de Ilchester en tant que ville du Comté à la fin du XVIIIe siècle, mais l'importance de la ville déclina et le statut de ville du Comté fut transféré à Taunton vers 1366.
Entre 1209 et 1311, le Manoir de Taunton, possédé par l’évêque de Winchester doubla en superficie. Les paroisses de Staplegrove, Wilton et de Taunton faisaient partie du hundred Taunton Deane.
En 1451, pendant la guerre des Deux-Roses, Taunton fut la scène d'une escarmouche entre Thomas de Courtenay, 13e comte du Devon et le baron Bonville. Queen Margaret et ses troupes traversèrent la rivière en 1471 pour être battues à la bataille de Tewkesbury. Lors du Second Soulèvement Cornouaillais de 1497, une bonne partie de la noblesse cornouaillaise supporta la cause de Perkin Warbeck et le 17 septembre, une armée cornouaillaise de plus de 6 000 hommes entra dans Exeter avant d'avancer vers Taunton. Henri VII envoya son général en chef, Giles, Lord Daubeney, attaquer les Cornouaillais, et, lorsque Warbeck apprit que les éclaireurs du roi étaient à Glastonbury, il paniqua et déserta sa propre armée. Henri VII rejoignit Taunton le 4 octobre 1497 où il accepta la soumission des survivants de l'armée cornouaillaise. Les meneurs furent exécutés et les autres eurent à payer une amende de 13 000 livres.
Le château de Taunton changea de propriétaire plusieurs fois durant la Première Révolution anglaise. Pendant le siège de Taunton, il fut défendu par l’amiral Robert Blake, de juillet 1644 à juillet 1645, la ville souffrant de la destruction de nombreux bâtiments médiévaux et Tudor. Après la guerre, en 1662, le poste de garde fut démoli et seules les fondations subsistèrent. Le 20 juin 1685, James Scott, 1er duc de Monmouth, s'auto-couronna roi d'Angleterre à Taunton pendant la rébellion de Monmouth. À l'automne de cette même année, le judge Jeffreys faisait la loi en ville durant les Assises sanglantes, qui suivirent la bataille de Sedgemoor.

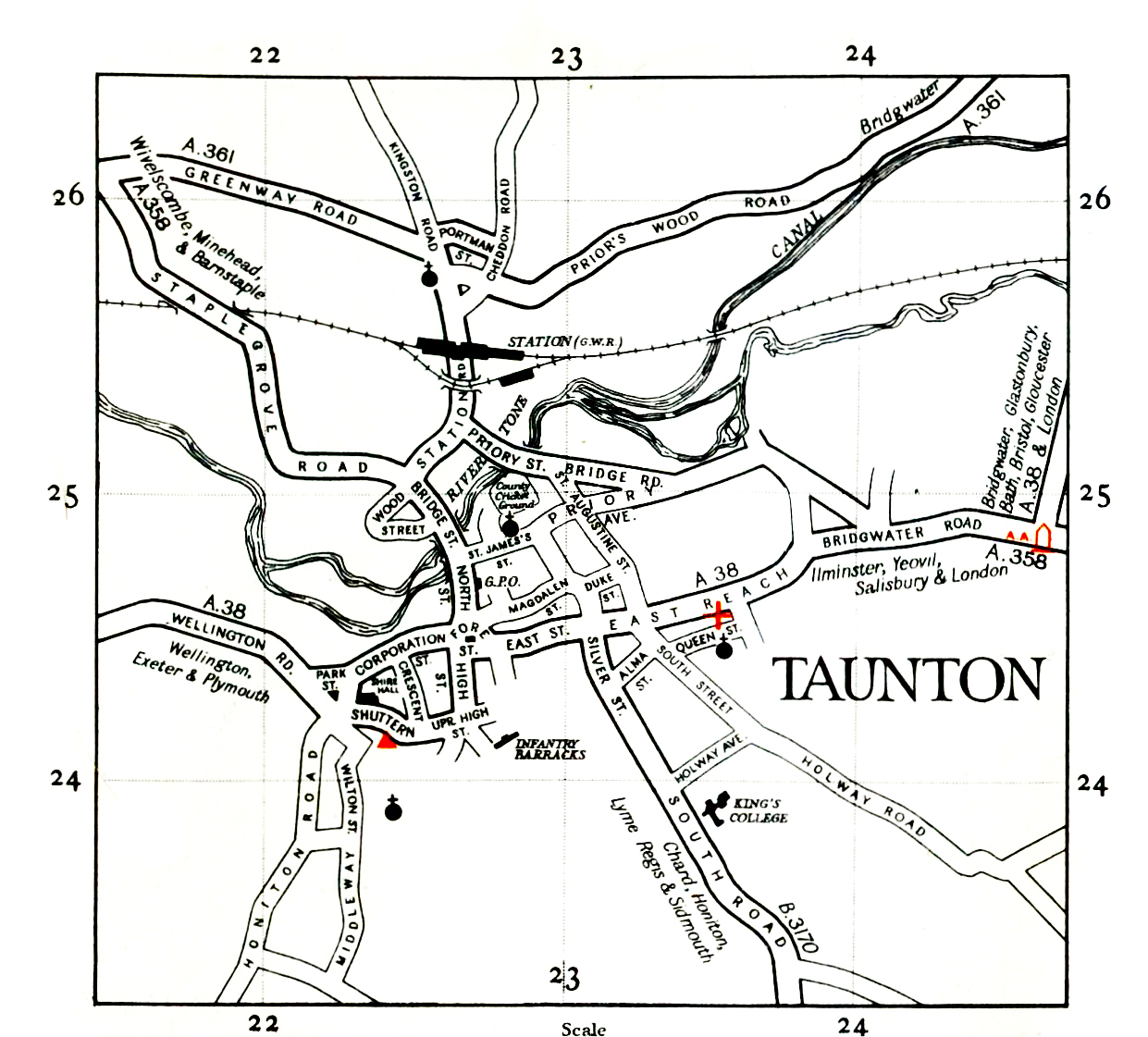
A road map of Taunton from 1948

La ville n’obtint pas de charte d'incorporation avant 1627, celle-ci fut renouvelée en 1677. La charte fut rendue caduque en 1792 à cause de postes vacants chez les membres du corps des corporations et il fallut encore attendre 1877 pour voir cette réincorporation s’effectuer. Les foires médiévales et les commerces de Taunton (tenant toujours un marché hebdomadaire aujourd’hui) célébraient la vente d'une étoffe de laine faite en ville appelée Taunton. L'industrie du coton dans l’ouest de l’Angleterre allant sur son déclin, on introduisit le tissage de la soie à la fin du XVIIIe siècle.
En 1839, le Grand Canal de l’Ouest rejoignit Taunton et dynamisa le commerce vers le Sud. Une ligne ferroviaire construite en 1842 renforça encore cet essor.
Lors de la Seconde Guerre mondiale, Bridgwater et le canal de Taunton formaient une partie de la Ligne d'arrêt Taunton (Taunton Stop Line), dessinée pour empêcher l'avance d'une invasion allemande. Des défenses anti-invasion peuvent encore être vues sur ses berges.

### Réaménagement
Taunton, considérée comme une cité stratégiquement importante par le gouvernement, a permis au Somerset County Council de recevoir des fonds pour des projets de réaménagement à grande échelle. En 2006, la mairie révéla les plans du « Projet Taunton », qui prévoit le réaménagement des zones de Firepool, de Tangier, du Retail Town Center, du quartier culturel et de la rivière Tone, dans l'obectif de maintenir Taunton comme un centre d'affaires principal dans le Sud-Ouest de l'Angleterre.

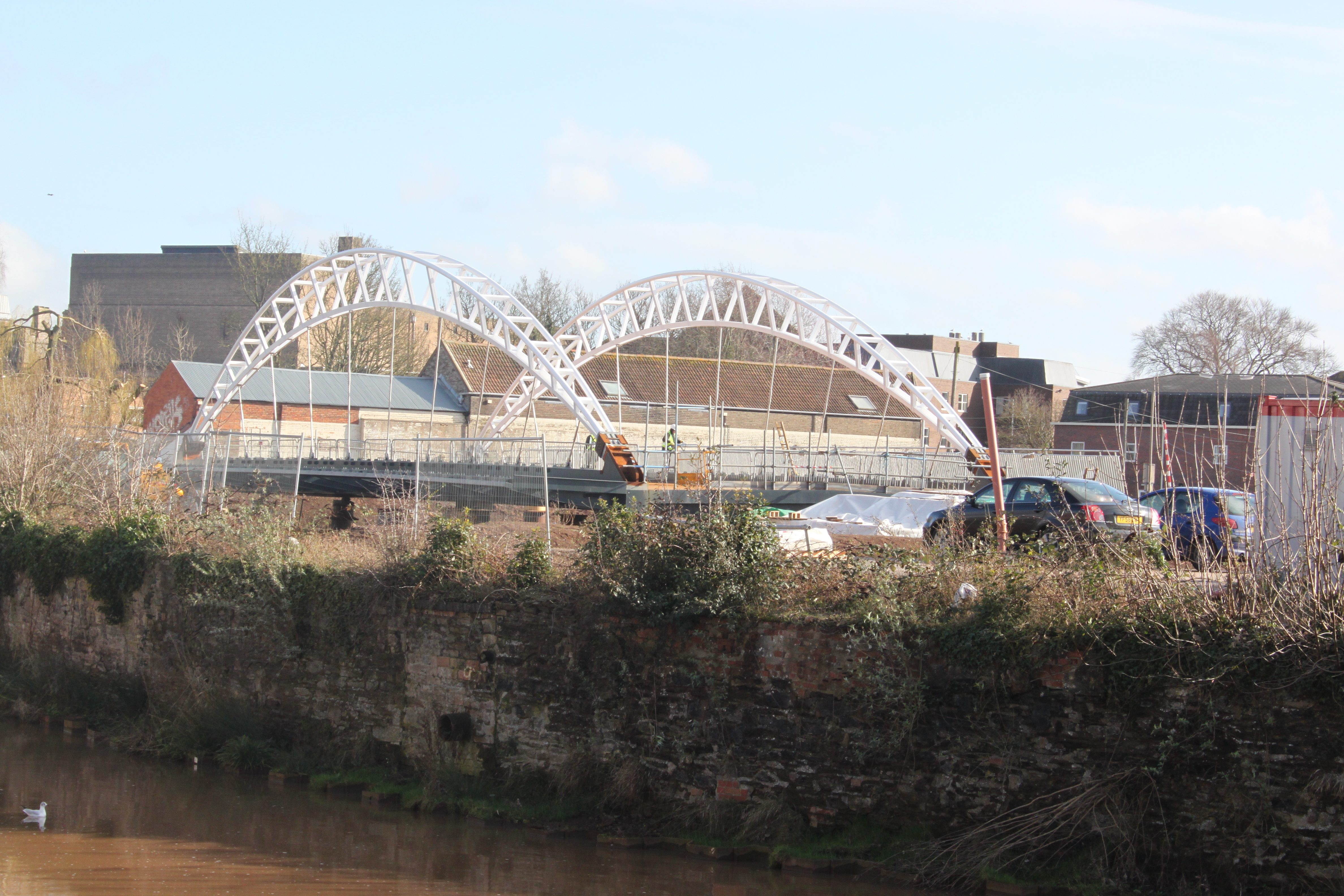
Le nouveau pont, en construction, dans le quartier Tangier. Photo prise en février 2011.

La zone de Firpool, située côté nord du centre-ville de Taunton, adjacent à la ligne principale de la gare routière, inclut une grande proportion de terres non exploitée. La mairie promeut un développement durable, de haute qualité, et tourné vers un emploi mixte. Le projet Firepool est conçu pour attirer 3 000 nouveaux emplois et 500 nouvelles maisons.
À Tangier, une zone de friches industrielles est située entre le Somerset College of Arts and Technology (SCAT) et la gare routière, le projet propose d’y bâtir de petits bureaux et plus de logements au bord de l'eau.
Le quartier culturel est une zone qui longe la rivière entre Firepool et Tangier. Des propositions prévoient la vente au détail des berges, dans le but d'attirer de plus petites boutiques, telles que celles qu'on trouve déjà dans le centre commercial Riverside.
Les plans pour le centre-ville prévoient une plus grande piétonisation et une augmentation en taille et en nombre des boutiques.
Plusieurs sites, le long de la rivière Tone, sont censés subir une rénovation. Des jardins vont être relookés. Des projets pour développer le Somerset Square (l'aire pavée qui jouxte le Brewhouse Theatre) et Longrun Meadow (un parc proche du SCAT) ont déjà été lancés.
Le gouvernement voit les problèmes de congestion du trafic comme un sérieux obstacle à la croissance économique continue de Taunton. Une part importante de la stratégie gouvernementale de croissance de la ville réside dans une nouvelle infrastructure routière consistant en une nouvelle route de liaison (Taunton's Third Way) qui fut achevée le 27 septembre 2011 pour un coût de 7,5 millions de livres, et d'une seconde route (the Northern Inner Distributor Road) qui sera terminée en 2013 pour un coût de 23 millions de livres. La route reliera la route Staplegrove avec l'avenue Priory, en traversant la route Kingston.

## Politique et administration
Taunton embrasse aujourd'hui une zone nommée Holway, autrefois un village. Holway était à l'origine une des 500 subdivisions de Taunton Dean. La paroisse de Staplegrove est située au nord de Taunton, dans la banlieue. Celle-ci, construite surtout par Monsell Youell Construction Ltd dans les années 1970, a une population de 1 889 habitants.

### Conseil d'arrondissement
Taunton est l'installation principale et le centre administratif du local government district de
Taunton Deane. Le district fut formé le 1er avril 1974.

### Mairie

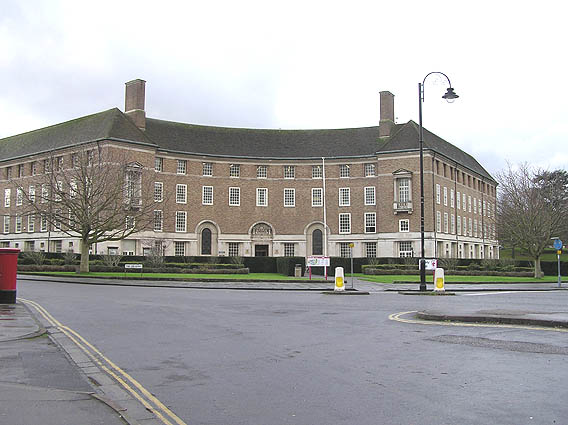
County Hall, The Crescent.

Le Somerset County Council est situé au County Hall de Taunton, il réunit 58 conseillers municipaux. La ville de Taunton comprend six divisions électorales, chacune d'elles élit un conseiller : Taunton East ; Taunton Fairwater ; Taunton North ; Taunton South ; Taunton West et Taunton and Trull (et ses zones rurales). Cinq conseillers sont libéraux-démocrates et l'autre est conservateur.

### Parlement du Royaume-Uni
Taunton Deane est une circonscription du comté, représentée à la Chambre des communes au Parlement. Elle élit un député, Membre du Parlement, au scrutin uninominal majoritaire à un tour. La circonscription inclut la ville de Taunton, Wellington, plusieurs petits villages ainsi que des territoires d’Exmoor. En 2012, le député est Jeremy Browne, il est membre du Parti Liberal Democrats.

### Parlement européen
Les résidents de Taunton font aussi partie de l'électorat du South West England (Circonscription du parlement européen).

## Économie

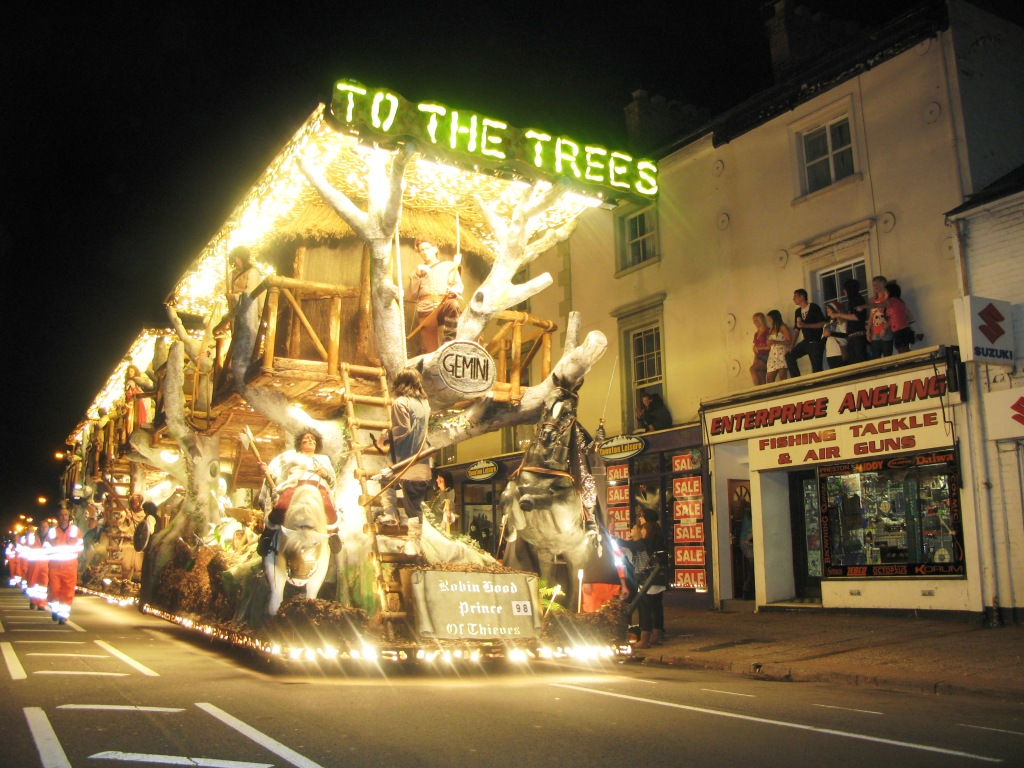
Le carnaval de Taunton traverse le quartier commerçant du centre-ville chaque année.

Taunton Deane avait un taux de chômage bas de 4,1 % comparé à la moyenne nationale de 5,0 % en 2005.
Taunton est le lieu où se trouve le Bureau Hydrographique du Royaume-Uni (UKHO), une organisation du ministère de la Défense chargé de fournir des informations de navigation tant civiles que militaires au niveau national. Le UKHO se trouve sur l'Admiralty Way et possède un personnel de 850 employés. Au début de la Seconde Guerre mondiale le bureau d'impression graphique déménagea à Taunton tandis que le corps principal du Bureau ne s'y déplaça qu’en 1968.
La société Avimo, qui fabrique des instruments de précision, fut absorbée par le Thales Optics en 2001, leur atelier n’est cependant plus à Taunton, ayant été transféré avec une partie du personnel à Glasgow et à Wells.
De plus, la ville accueille le bureau régional Defra à Quantock House dans la rue Paul.

## Repères

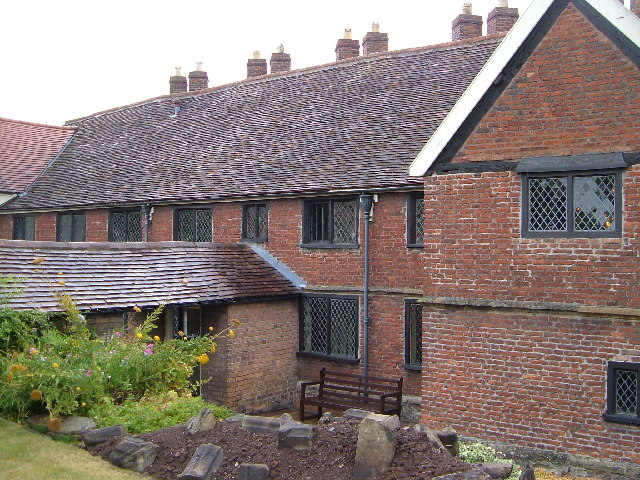
Gray's Almshouses.

Gray's Almshouses sur East Street furent fondées par Robert Gray en 1615 pour les femmes célibataires pauvres. Les bâtiments de brique rouge portent les armoiries de Robert Gray, datées de 1635, et celles des Merchant Tailors. Une petite pièce est utilisée comme chapelle et on peut y voir des bancs d’époque et un plafond peint. Il a été désigné par l'English Heritage comme un bâtiment répertorié catégorie I. St Margaret's Almshouses fut fondée en tant que léproserie au cours du XIIe siècle. L'abbaye de Glastonbury acquit le patronage de l’hôpital à la fin du XIIIe siècle qui le rebâtit en almshouses début XVIe. De 1612 à 1938, l’ensemble continua à être utilisé comme almshouses, pris en charge par une paroisse locale. À la fin des années 1930, il fut converti en complexe de bureaux pour le Rural Community Council et en logements pour le Somerset Guild of Craftsmen. Plus tard désaffecté, le Somerset Buildings Preservation Trust, aidé par le Falcon Rural Housing, l'acquit et le restaura en un ensemble de quatre logements sociaux. C'est un bâtiment répertorié catégorie II.
Le terrain du château de Taunton comprend le Somerset County Museum et le Castle Hotel, avec son Castle Bow archway. Avec les bâtiments municipaux, ils forment un groupe de bâtiments à trois côtés situé immédiatement derrière Fore Street. Le centre du parc est utilisé comme parking, et l'édifice en brique de Mega Bingo forme la quatrième partie, vers l'ouest.
La façade de la Tudor Tavern, (maintenant un Caffè Nero), dans Fore Street, date de 1578. Mais le reste du bâtiment pourrait dater du XIVe siècle.

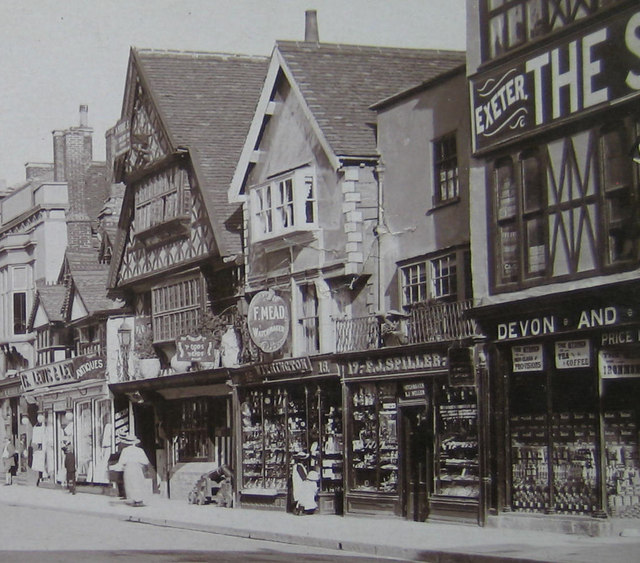
Tudor Buildings, Fore Street.

La zone qui donne sur la rivière, au nord du centre-ville, est entouré par un supermarché Morrisons, une maison de retraite et par le Brewhouse Theatre. Au centre se trouvent le Dellers Wharf Nightclub, Bridge Street et Goodlands Gardens. Un projet de restauration est en cours, au nord de Bridge Street, qui inclut le redéveloppement du County Cricket Ground. Ce lieu a accueilli des concerts d'Elton John en 2006 et en 2012.

### Commerces
Hankridge Farm est en ensemble de boutique proche de l'autoroute M5, avec de larges magasins comme le PC World, Halfords, Homebase et Sainsbury's. On y trouve encore des restaurants, les Odeon cinema et l'Hollywood Bowl bowling.
The Old Market était un marché de paysans et prenait place sur la Parade en face de la Market House. Un grand centre commercial couvert fut construit à l'est de la Parade sur un site qui fut autrefois un marché aux cochons. Bien que sa dénomination officielle soit aujourd'hui Orchard, et avant cela le Old Market Centre, les locaux l'appellent encore « The Pig Market » puisque celui-ci était en activité de 1614 à 1882.
The County Walk est un centre commercial couvert en centre-ville avec un Sainsbury's.

### Parcs publics

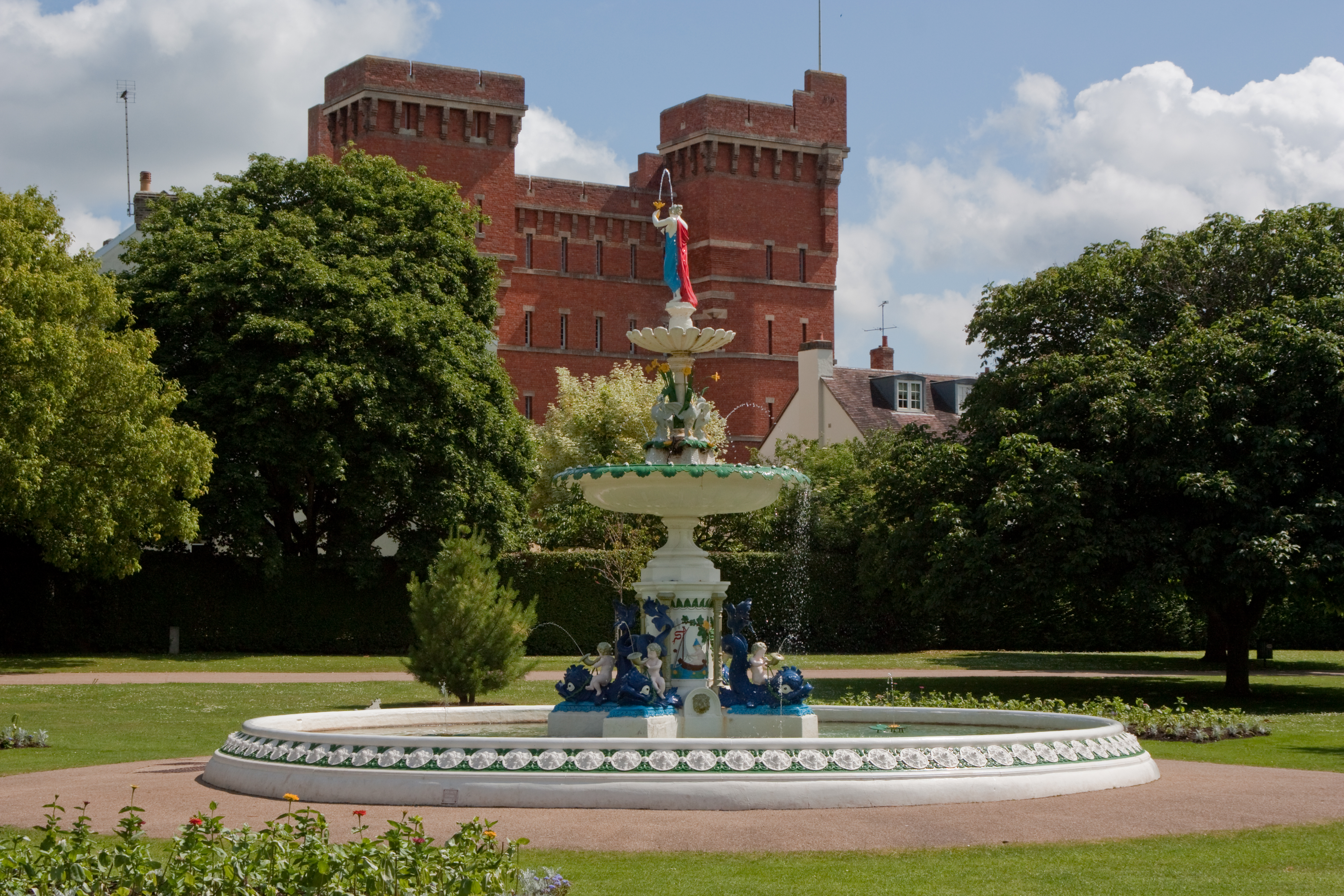
Fontaine d'eau du mémorial de Victoria, Vivary Park.

De nombreux parcs publics se trouvent à Taunton, notamment le Vivary Park, Goodlands Park et Victoria Park.
Le plus notable est Vivary Park. À l'entrée, une double porte en fonte, faite par la Saracen Foundry de Glasgow. Dans le parc de 7,5 hectares, on trouvera le Sherford Stream, un affluent de la rivière Tone. On y trouve aussi deux grands espaces ouverts ainsi qu'un mémorial datant de 1922, un mini-golf, un court de tennis, deux aires de jeux pour enfants. Le parc comprend des arbres, des parterres de roses, environ 56 000 fleurs d'été et de printemps. Dans le jardin des roses se trouve encore la Royal National Rose Society. Le festival des Fleurs de Taunton attire environ 24 000 pendant deux jours.

## Transports

### Transports ferroviaires

#### Trains
La gare ferroviaire de Taunton se situe sur les lignes Bristol-Exeter, Reading-Taunton et sur la Cross-Country Route. Elle est desservie par la compagnie First Great Western et la ligne CrossCountry, avec des arrêts à Manchester, Birmingham. Il y a généralement un train rapide et un train lent chaque heure vers Bristol Temple Meads et Exeter St Davids et un train vers la gare de Paddington.
L'ancienne voie ferroviaire Minehead fait maintenant partie du patrimoine, elle est connue comme la West Somerset Railway.

#### Tramways

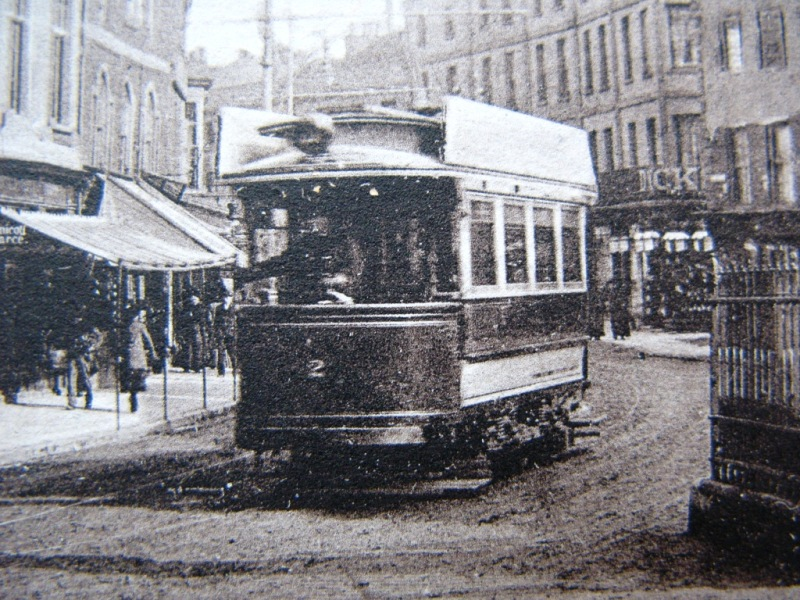
Un tramway dans Fore Street.

Le tramway de Taunton fut inauguré le 21 août 1901. Six wagons à deux étages opérèrent sur la ligne 42 entre la gare et East Reach où le dépôt était situé. En 1905, le service fut suspendu pour deux mois pendant l'amélioration de la ligne ; les wagons furent remplacés alors pour des voitures à un étage tandis que les vieux wagons étaient vendus à Leamington Spa. Une courte extension vers Rowbarton fut ouverte en 1909. Le prix de l'électricité allait s'accroître en 1921, la compagnie refusa de payer et fut mise en vente. L'électricité fut coupée le 28 mai 1928 et la société ferma ses portes.

### Transport routier
Taunton possède aussi un bon réseau routier, avec la sortie 25 de l'autoroute M5 et la 26 (Wellington), de même, d'autres routes majeures telles que la A38 et la A358, qui passent à proximité.

#### Le carambolage de 2011
Dans la soirée du 4 novembre 2011, près de la sortie 25, 34 véhicules furent impliqués dans un carambolage. Sept personnes trouvèrent la mort, 51 furent blessées.

### Transport aérien
Les aéroports les plus proches sont les aéroports internationaux d'Exeter et de Bristol. Tous deux se trouvent à plus de 60 kilomètres de Taunton.

## Éducation

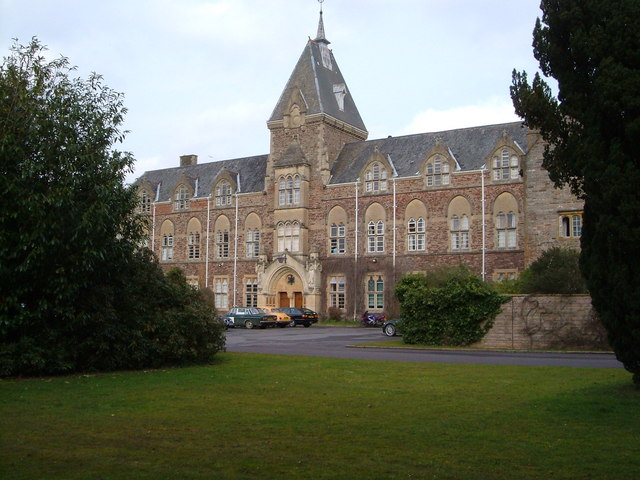
King's College.

Parmi les lycées d'État, à Taunton, on trouve The Castle School, Heathfield Community School, Bishop Fox's Community School et The Taunton Academy. Un enseignement financé par l'état est aussi fourni au lycée Richard Huish. Les écoles indépendantes à Taunton sont le Queen's College, King's College et Taunton School. Une éducation supérieure est dispensée par le Somerset College of Arts and Technology, une université associée à l'Université de Plymouth. En dépit de sa situation de ville du comté et de plus grand centre de population, Taunton n'a pas d'université.

## Santé
Taunton est compris dans le Somerset Primary Care Trust et accueille le Musgrove Park Hospital. Il est l'un des deux hôpitaux de district avec le Yeovil District Hospital. Un hôpital Nuffield est aussi situé en ville, il est dirigé par le fonds privé de Nuffield Health. La ville comprend aussi de nombreux cabinets de médecins, une clinique de planning familial et un centre de santé.

## Monuments religieux

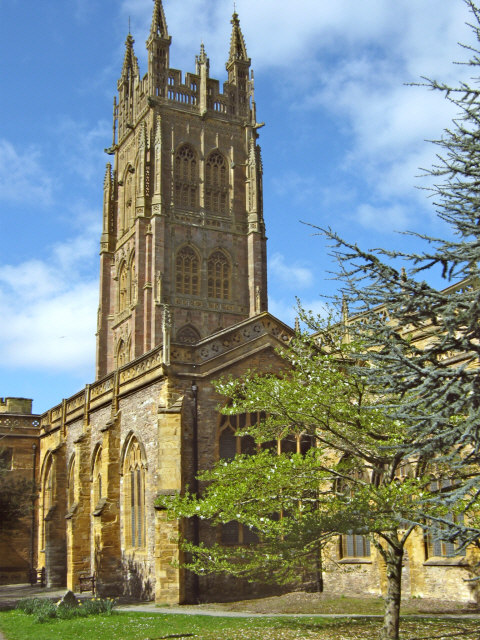
Église paroissiale St. Mary Magdalene.

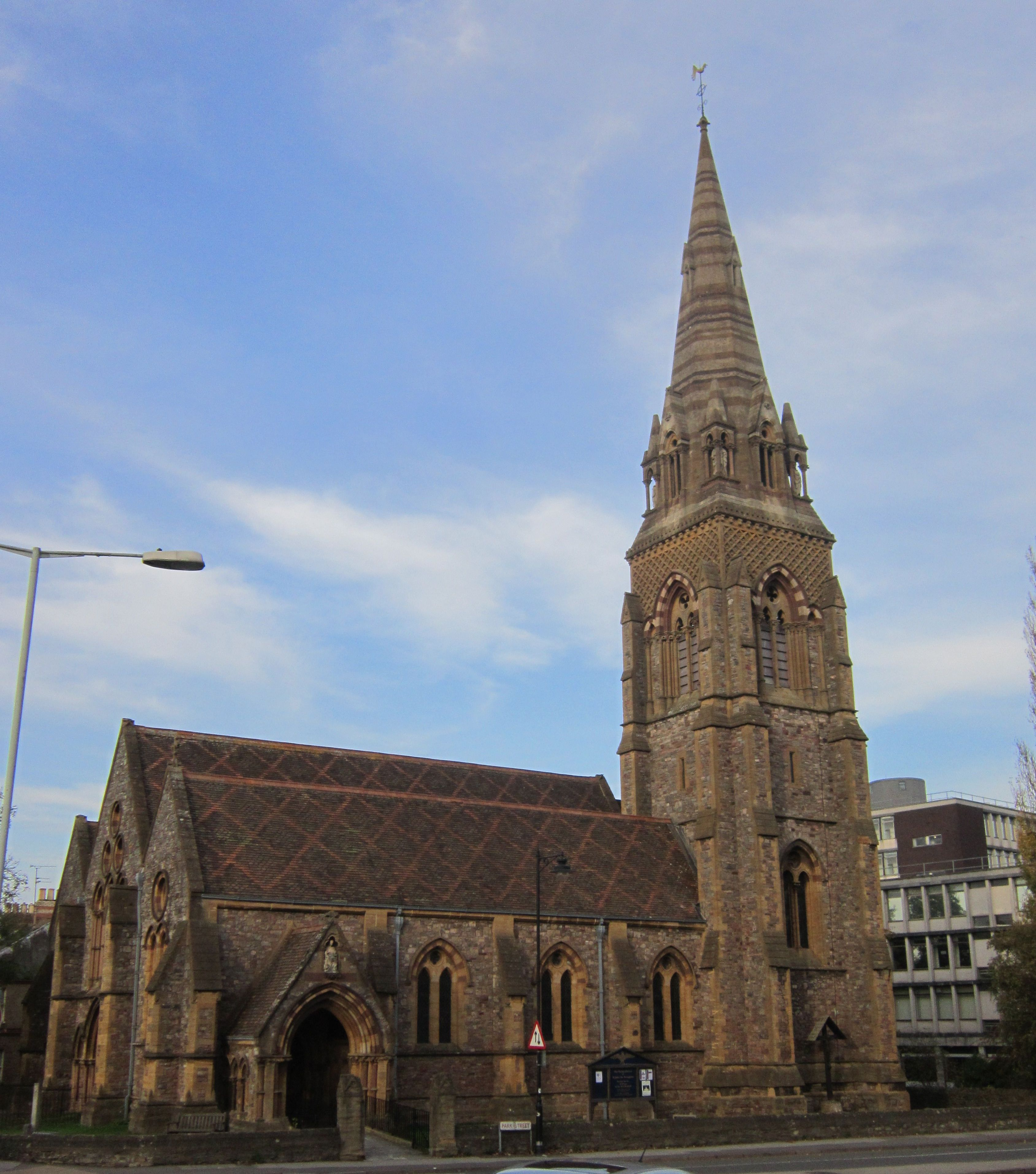
L'église St John the Evangelist.

La chapelle Unitariste Mary Street, qui date de 1721, est située dans Mary Street. Samuel Taylor Coleridge, alors qu'il vivait à Nether Stowey 26 km (16 miles) plus loin, vint plusieurs fois prêcher dans cette chapelle. Dr Malachi Blake, qui fonda le Taunton and Somerset Hospital à East Reach, Taunton, était aussi prêcheur dans cette chapelle, assistant en 1809 à la célébration du cinquantième anniversaire du règne de George III. La chapelle possède toujours son intérieur original ainsi que des piliers de chêne flamands dans le style corinthien. Le banc et le pupitre sont aussi en chêne, il y a aussi un candelabre du début du XVIIIe.
À la fin du XVIIe siècle, Taunton avait deux lieux de culte dissidents : « Paul's Meeting » et le Baptist Meeting. Paul's Meeting a été construit en haut de Paul Street peu après 1672 et devint rapidement une des plus grandes congrégations du comté. Après que le maire Timewell eut détruit les deux congrégations en 1683, les dissidents furent forcés de pratiquer leur culte dans des maisons privées aux alentours de Taunton, où leurs assemblées faisaient régulièrement l'objet de raids des juges. Paul's Meeting a survécu aux tentatives de le transformer en dépôt de mendicité, et, sous le règne conjoint de Guillaume III et Marie II et du Toleration Act of 1689, fut rouvert. Hugh Willoughby, 15e baron Willoughby de Parham, fut éduqué dans sa prime jeunesse à la Taunton Dissenters' Academy. Le Baptist Meeting devint le Baptist New Meeting, officialisé en 1691 et rebâtit en 1721 la Mary Street Chapel.
La Parish church of St. Mary Magdalene, bâtie en grès dans un style proche de l'architecture du South Somerset, conserve un intérieur peint attractif. Son élément le plus remarquable est sa tour du XVe – XVIe siècle (rebâtie au milieu du XIXe), qui en est un des meilleurs exemples du pays. Elle fut décrite par Simon Jenkins, une autorité reconnue en églises anglaises, comme la « plus belle d'Angleterre. Elle fait la paix avec le ciel non pas avec sa couronne, mais une couronne de joyaux faits en pierre rouge brune. »
L'église de la paroisse de St James est aussi située près du centre de Taunton, assez près de St. Mary Magdalene. Les parties les plus vieilles de l'église de St. James datent du début XIVe siècle et il y a des fragments de verre du XVe sur le mur est. Comme St. Mary's, elle possède aussi une tour en grès d'un design bien moins impressionnant. La tour fut, comme celle de St. Mary's, reconstruite au XIXe.

## Culture
Le Brewhouse Theatre est le plus grand théâtre et lieu d'activité artistique à Taunton, donnant des drames, de la dance, des comédies, de la musique, des ateliers, des expositions et de la poésie. The Tacchi-Morris Arts Centreopere aussi en tant que théâtre et est situé au Heathfield Community School.
Taunton accueille de nombreuses chorales et orchestres qui jouent surtout dans les nombreuses églises de la ville ou dans les théâtres et les chapelles des différentes écoles de Taunton. De nombreuses troupes de musique et de théâtre sont membres de la Taunton Association of Performing Arts (TAPA) qui publie un journal et un calendrier des représentations dans et hors de la ville.
Occasionnellement, des événements à plus grande échelle ont lieu au County Ground, Taunton (un terrain de cricket, tel que la venue d'Elton John en 2006 et 2012.

## Personnalités liées à la commune
- Alexander Ewing (1830-1895), compositeur, y est mort.
- Pattie Boyd, mannequin et photographe, ancienne épouse de George Harrison et d'Eric Clapton y est née en 1944.

## Géographie

### Réserves naturelles
Il existe plusieurs parcs naturels locaux dans et hors de la ville, qui sont protégés selon la dénomination gouvernementale de l'article 21 du National Parks and Access to the Countryside Act 1949.

### Climat
Tout comme le reste de l'Angleterre du Sud-Ouest, Taunton possède un climat tempéré qui est généralement plus humide et plus doux que dans le reste du pays. La moyenne annuelle de température est de 10 degrés. Les variations de température saisonnière sont moins élevées que dans la plupart des terres du Royaume-Uni. Les mois d'été (juillet-août) sont les plus chauds avec des températures journalières de 21 degrés. En hiver, on atteint généralement 1 degré. En été, Les Accords de haute pression affectent le sud-ouest de l'Angleterre, cependant des nuages se forment parfois dans l'intérieur des terres, réduisant le nombre d'heures d'ensoleillement. Les taux d'ensoleillement annuels sont légèrement moins importants que la moyenne régionale. En décembre 1998, il y eut 20 jours sans soleil à Yeovilton. La plupart des précipitations dans le sud-ouest sont causées par les dépressions de l'Atlantique, plus actives en hiver et en automne. 8 à 15 jours de chutes de neige sont caractéristiques. La période de novembre à mars possède la plus forte moyenne de vent et celle de juin à août la plus petite. Le vent prédominant vient du sud-ouest.

## Démographie
| Population totale | 102 299 | 4 928 434 | 49 138 831 |
| Etrangers         | 4,1 %   | 9,4 %     | 9,2 %      |
| Blancs            | 98,4 %  | 97,7 %    | 91 %       |
| Asiatiques        | 0,4 %   | 0,7 %     | 4,6 %      |
| Noirs             | 0,2 %   | 0,4 %     | 2,3 %      |
| Chrétiens         | 75,9 %  | 74,0 %    | 72 %       |
| Musulmans         | 0,3 %   | 0,5 %     | 3,1 %      |
| Hindous           | 0,1 %   | 0,2 %     | 1,1 %      |
| Sans religion     | 15,7 %  | 16,8 %    | 15 %       |
| Plus de 75 ans    | 9,5 %   | 9,3 %     | 7,5 %      |
| Chômage           | 2,4 %   | 2,6 %     | 3,3 %      |

La ville de Taunton avait une population estimée à 61 674 habitants en 2021. C'est la plus grande ville du comté de Somerset.
Taunton forme une partie du plus large arrondissement de Taunton Deane, qui inclut aussi la ville de Wellington et les villages environnants. Taunton Deane avait une population estimée à 109 883 habitants en 2010.
Les chiffres ci-dessous sont relatifs au comté de Taunton Dean.
| Évolution de la population depuis 1801 - Source: A Vision of Britain through Time & Inform Somerset |        |        |        |        |        |        |        |        |        |        |        |        |         |         |
| Année                                                                                               | 1801   | 1851   | 1901   | 1911   | 1921   | 1931   | 1941   | 1951   | 1961   | 1971   | 1981   | 1991   | 2001    | 2010    |
| Population de Taunton Deane,                                                                        | 33 139 | 51 844 | 53 759 | 55 666 | 56 161 | 56 661 | 62 745 | 69 492 | 75 320 | 81 639 | 84 795 | 95 791 | 102 304 | 109 883 |

## Jumelages
- Königslutter am Elm (Allemagne)
- Lisieux (France)